# Nookachamps
Nookachamps, jedna od bandi Skagit Indijanaca iz Washingtona s rijeke Skagit. Teritorij koji su nastanjivali prostirao se od Mount Vernona do Sedro Woolleya, i u dolini Nookachamps Valley, uključujući Big Lake i selo Tsla'tlabsh.